# Крістоффер Норманн Гансен
Крістоффер Норманн Гансен (норв. Kristoffer Normann Hansen, нар. 12 серпня 1994, Гамар) — норвезький футболіст, півзахисник, нападник польського клубу «Ягеллонія». Виступав також за низку норвезьких і закордонних клубів. Чемпіон Польщі та володар Суперкубка Польщі.

## Клубна кар'єра
Крістоффер Норманн Гансен народився 1994 року в місті Гамар. Розпочав займатися футболом у юнацькій команді футбольного клубу «Ларвік», пізніше перейшов до юнацької команди клубу «Саннефіорд». У 2010 році Гансен розпочав грати за першу команду клубу «Саннефіорд», в якій грав до 2016 року, з двома перервами на короткочасну оренду в клубі «Фрам Ларвік».
У 2016 році футболіст перейшов до складу клубу «Сарпсборг 08», у якому грав до кінця 2017 року. У 2018 році Гансен став гравцем клубу Улл-Кіса", а на початку 2020 року знову став гравцем клубу «Саннефіорд».
У 2022 році норвезький півзахисник перейшов до складу польського клубу «Відзев», у складі якого грав до 2023 року. У 2023 році Гансен перейшов до іншого польського клубу «Ягеллонія». У складі білостоцького клубу футболіст у сезоні 2023—2024 років став Чемпіон Польщі, а в 2024 році в складі команди став володарем Суперкубка Польщі.

## Виступи за збірні
У 2010 році Крістоффер Норманн Гансен дебютував у складі юнацької збірної Норвегії, загалом на юнацькому рівні взяв участь у 6 іграх, відзначившись 3 забитими голами.
У 2014 році Гансен грав у складі молодіжної збірної Норвегії. На молодіжному рівні зіграв у 4 офіційних матчах, забив 1 гол.

## Титули і досягнення
- Чемпіон Польщі (1):

«Ягеллонія»: 2023–2024
- Володар Суперкубка Польщі (1):

«Ягеллонія»: 2024